# ژابویاده
ژابویاده (به لهستانی:  Żabojady) یک روستا در لهستان است که در گمینا دوبنگنکی واقع شده‌است. ژابویاده ۴۹ نفر جمعیت دارد.